# Katie Bouman
Katherine Louise Bouman (/baʊmæn/), född 1989/1990, är en amerikansk datavetare med inriktning på bildbehandling.
Bouman ledde utvecklingen av en algoritm för avbildning av svarta hål, känd som Continous High-resolution Image Reconstruction using Patch priors (CHIRP) och deltog i projektet Event Horizon Telescope som skapade den första bilden av ett svart hål.
Sedan juni 2019 är Bouman biträdande professor i datavetenskap och matematisk vetenskap vid California Institute of Technology.

## Uppväxt och utbildning
Bouman växte upp i West Lafayette, Indiana och tog examen vid West Lafayette Junior-Senior High School 2007. Hennes far Charles Bouman är professor i elektroteknik, datavetenskap och biomedicinsk teknik vid Purdue University. Som high school-elev genomförde hon bildbehandlingsstudier på Purdue University. Hon fick först kännedom om Event Horizon Telescope i skolan 2007.
Bouman studerade elektroteknik vid University of Michigan och utexaminerades  summa cum laude 2011. Hon tog magisterexamen 2013 och doktorsexamen 2017 inom elektroteknik och datavetenskap vid Massachusetts Institute of Technology (MIT).
På MIT var hon medlem i Haystack Observatory. Hon finansierades genom en National Science Foundation Graduate Fellowship. Hennes magisteruppsats, Estimating material properties of fabric through observation of motion, tilldelades Ernst Guillemin-priset för bästa magisterexamen inom elektroteknik. Hennes  doktorsavhandling, Extreme imaging via physical model inversion: seeing around corners and imaging black holes, utarbetades under handledning av William T. Freeman. Innan hon tog doktorsexamen höll Bouman ett TEDx-tal, Hur man tar en bild av en svart hål, som förklarade algoritmer som skulle kunna användas för att fånga den första bilden av ett svart hål.

## Forskning och karriär
Efter doktorsexamen började Bouman på Harvard University som postdoktor på Event Horizon Telescope Imaging Team. Hon är sedan juni 2019 biträdande professor vid California Institute of Technology, där hon leder en grupp som arbetar med nya system för bildbehandling med hjälp av datorseende och maskininlärning.

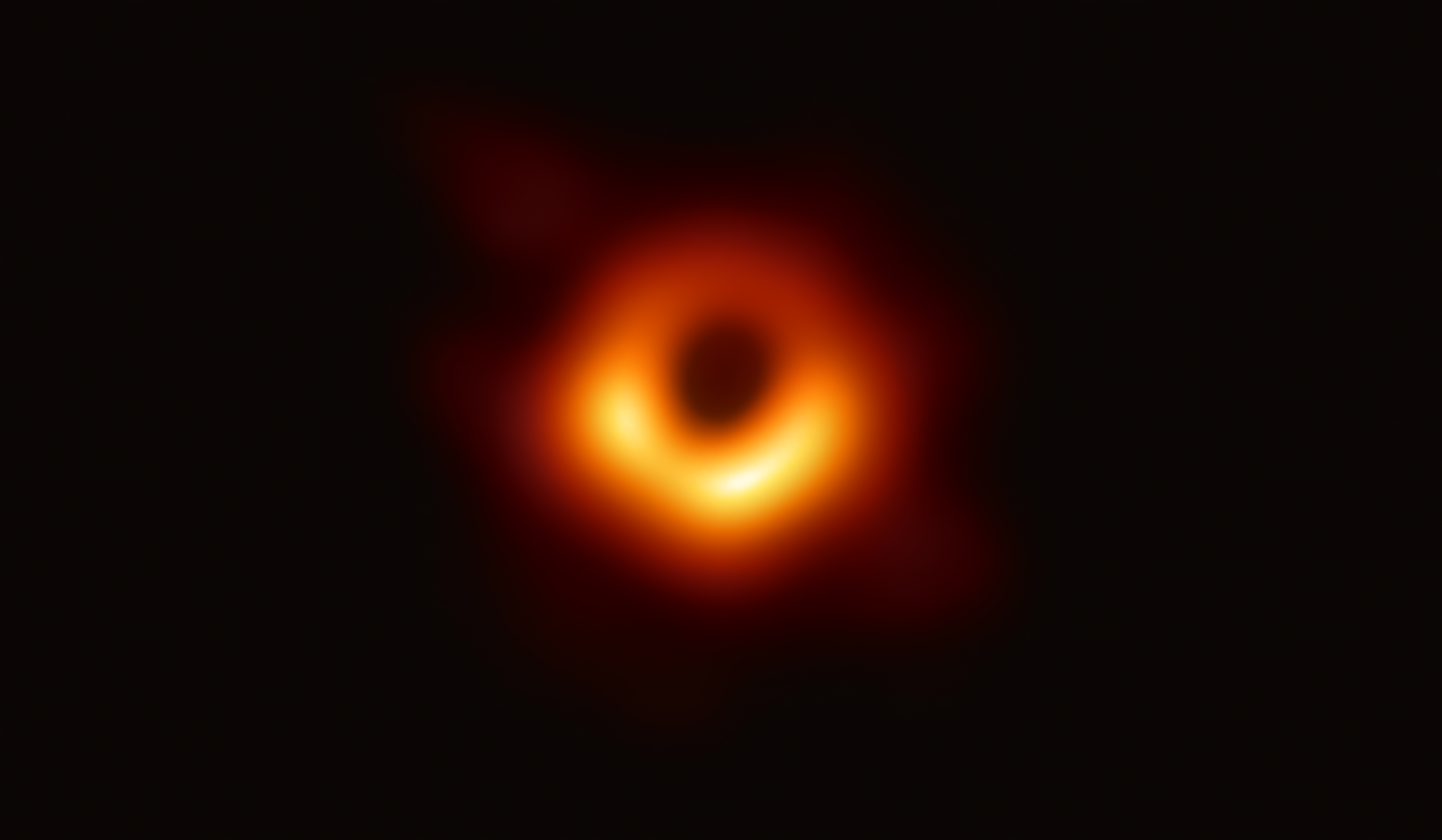
Den första direkta bilden av ett svart hål, avbildat av Event Horizon Telescope publicerades i april 2019.

Bouman gick med i Event Horizon Telescope-projektet 2013. Hon ledde utvecklingen av den algoritm för avbildning av svarta hål, känd som Continous High-resolution Image Reconstruction using Patch priors eller CHIRP. CHIRP-inspirerade bildvalideringsprocedurer användes vid skapandet av den första bilden av ett svart hål i april 2019, och Bouman spelade en viktig roll i projektet genom att verifiera bilder, välja parametrar för att filtrera bilder som tagits av Event Horizon Telescope och deltog i utvecklingen av ett robust ramverk för bildbehandling som jämförde resultaten av olika bildrekonstruktionstekniker. Hennes grupp analyserar Event Horizon Telescopes bilder för att lära sig mer om allmän relativitetsteori i ett starkt gravitationsfält.
Bouman fick stor medieuppmärksamhet efter att ett foto, som visade hennes reaktion på upptäckten av den svarta hålsskuggan i EHT-bilderna, blev viralt. En del media och internet använde formuleringar som missvisande implicerade att Bouman var ett "ensamt geni" bakom bilden. Emellertid har Bouman själv upprepade gånger anmärkt att resultatet var frukten av ett stort samarbete, vilket visar vikten av lagarbete i vetenskapen. Bouman blev ett mål för trakasserier på nätet, i den utsträckning att hennes kollega Andrew Chael gjorde ett uttalande på Twitter som kritiserade "fruktansvärda och sexistiska attacker mot min kollega och vän Katie Bouman", bland annat genom försök att undergräva hennes bidrag genom att enbart kreditera honom för arbete som utförts av gruppen tillsammans.

## Utmärkelser
- Asteroiden 291387 Katiebouman är uppkallad efter henne.[42]